# Beacon Island
Beacon Island – niezamieszkana wyspa w zatoce Cumberland, w regionie Qikiqtaaluk, na terytorium Nunavut, w Kanadzie. 
W pobliżu Beacon Island położone są wyspy: Ugpitimik Island, Tesseralik Island, Aupaluktok Island, Kekertukdjuak Island, Tuapait Island, Akulagok Island, Kekerten Island i Imigen Island.